# Formazina
La formazina è un composto organico aromatico eterociclico. 
Se miscelata in acqua dà luogo ad una sospensione.

## Sintesi
La formazina viene preparata miscelando una soluzione 5 g/L di solfato di idrazina ed una soluzione 50 g/L di esametilentetrammina. La soluzione risultante viene lasciata riposare per 24 ore alla temperatura di 25 °C ±3 °C, per permettere lo sviluppo della sospensione. La sospensione così prodotta dà un valore di torbidità di 4000 NTU/FAU/FTU/FNU. Da questa si preparano soluzioni diluite con valori di torbidità compresi nell'intervallo di misura dello strumento.
Non esiste alcuna relazione soddisfacente tra le unità FTU/FAU e NTU/FNU poiché, questa dipende dalle caratteristiche ottiche delle particelle presenti nel campione. Gli errori causati da variazioni di temperatura rientrano nell'ordine dell'1-2% per °C. Un'altra variabile critica è la purezza dell'acqua usata: un'acqua filtrata in modo opportuno avrà una diffusione residua di circa 0,02 FTU o 20mFTU (effetto intrinseco di schiarimento). 